# Ensayo de proteínas de Lowry
El ensayo de proteínas de Lowry es un ensayo bioquímico para la determinación del nivel total de proteínas en una disolución. La concentración total de proteínas se detecta por la diferencia de color con una disolución de muestra, que es medida utilizando técnicas de colorimetría. La técnica recibe el nombre del bioquímico Oliver H. Lowry quien desarrolló el reactivo en la década de los años 1940. Su artículo de 1951 es el más citado en la historia de la literatura científica, con más de 300 000 citas.

## Historia
Este método fue propuesto por primera vez por Lowry en 1951. El ensayo del ácido bicinconínico y el ensayo de Hartree–Lowry son modificaciones subsecuentes del procedimiento original de Lowry.

## Fundamento
El método combina la reacción de iones de cobre con los enlaces peptídicos en un medio alcalino (test de Biuret) con la oxidación de residuos aromáticos de las proteínas. El método de Lowry es el más apropiado para concentraciones de proteínas entre 0.01–1.0 mg/mL y se basa en la reacción del Cu+, producido por la oxidación del los enlaces peptídicos, con el Reactivo de Folin-Ciocalteu (una mezcla de Ácido fosfotúngstico y ácido fosfomolíbdico en la reacción de Folin–Ciocalteu).
Está basado en la asociación de dos reacciones complementarias:
1. Reacción del Biuret: característica de grupos aminopeptídicos, con los que el Cu(II) en medio alcalino forma enlaces de coordinación, originando complejos de color violeta.

1. Reactivo de Folin-Ciocalteu: característica de grupos -OH reductores que, junto con los complejos cuproprotéicos de la reacción del biuret, reducen el reactivo de Folin, el cual vira a color azul oscuro.

El espectro de absorción del reactivo de Folin reducido presenta un máximo de absorción a 750 nm y su intensidad es proporcional a la de proteínas que existe en la muestra.

### Reactivos
1. Solución patrón de albúmina recién preparada
2. Reactivo de biuret
3. Reactivo de Folin-Ciocalteu